# Moe Yukimaru
Moe Yukimaru (jap. 雪丸 もえ, Yukimaru Moe; * 18. Februar 1986 in der Präfektur Ibaraki) ist eine japanische Mangaka.
Sie debütierte im Jahr 2006 im Manga-Magazin Ribon. Zuvor arbeitete sie unter anderem bei Love-Berrish! als Assistentin von Nana Haruta. Ihre Werke erscheinen beim Verlag Tokyopop. Ihr bisher umfangreichstes Werk ist Hiyokoi mit 14 Bänden, das sich in Japan über 90.000 mal pro Band verkaufte.

## Werke (Auswahl)
- Sweet 16 (2007)
- Ai kara Hajimaru (アイからはじまる; 2009)
- Hiyokoi (ひよ恋, 2009 bis 2014, 14 Bände, deutsch bei Tokyopop 2015)
- Esoragoto. (えそらごと。; 2015)
- Suisai (吹彩-SUISAI-; 2015 bis 2016, 4 Bände)